# Y học dự phòng
Y học dự phòng hay phòng ngừa bệnh tật, Tiếng Anh là Preventive healthcare (preventive medicine, prophylaxis) là một lĩnh vực Y tế liên quan đến việc thực hiện các biện pháp để phòng bệnh. Song song với Y học điều trị, Y học dự phòng chịu trách nhiệm triển khai thực hiện, đẩy mạnh các hoạt động nghiên cứu và chính sách thúc đẩy và bảo vệ sức khỏe để giảm bệnh tật hoặc ngăn chặn và kiểm soát sự tiến triển, giám sát vấn đề sức khỏe, xác định nhu cầu sức khỏe và lập kế hoạch, quản lý và đánh giá các dịch vụ y tế. Y tế dự phòng bao gồm năm lĩnh vực hoạt động cụ thể (lĩnh vực chuyên môn) là dịch tễ học, quản lý y tế, y học dự phòng, sức khỏe môi trường và nghề nghiệp, và khoa học tăng cường sức khỏe.

## Dịch tễ học
Mỗi năm, hàng triệu người tử vong do những căn bệnh mà có thể phòng ngừa được. Một nghiên cứu vào năm 2004 cho thấy khoảng một nửa số ca tử vong ở Mỹ trong năm 2000 là do những hành vi sức khỏe có hại không được ngăn ngừa. Một số bệnh hàng đầu bao gồm bệnh tim mạch, bệnh mãn tính, bệnh đường hô hấp, chấn thương không chủ ý, tiểu đường và các bệnh truyền nhiễm. Nghiên cứu cũng ước tính rằng 400.000 người chết mỗi năm tại Hoa Kỳ do chế độ ăn uống nghèo nàn và một lối sống ít vận động. Theo ước tính của Tổ chức Y tế Thế giới (WHO), khoảng 55 triệu người chết trên toàn thế giới trong năm 2011, hai phần ba của nhóm này từ bệnh không lây nhiễm, gồm cả ung thư, tiểu đường, bệnh mãn tính về tim mạch và các bệnh về phổi. Đây là một sự gia tăng so với năm 2000, trong đó 60% số ca tử vong do những căn bệnh trên. Dự phòng bệnh tật đặc biệt quan trọng nhằm giảm sự gia tăng số người tử vong do bệnh mãn tính gây ra trên toàn thế giới.

## Biện pháp dự phòng
Có nhiều biện pháp để phòng ngừa bệnh tật. Khuyến cáo người lớn và trẻ em nên đi khám định kỳ để kiểm tra tình trạng sức khỏe, thậm chí khi vẫn đang còn cảm thấy khỏe mạnh, tham gia các đợt sàng lọc nhằm phát hiện bệnh sớm, xác định các yếu tố nguy cơ có thể gây bệnh, nhận lời khuyên từ nhân viên y tế để có một lối sống lành mạnh và cân bằng. Những đợt xét nghiệm cận lâm sàng, khám lâm sàng có thể phát hiện ra những vấn đề sức khỏe đang tồn tại như tăng huyết áp (huyết áp cao), tăng đường huyết (đường trong máu cao, một yếu tố nguy cơ  của bệnh đái tháo đường), tăng cholesterol máu (cholesterol máu cao), ung thư đại tràng, trầm cảm, HIV, các bệnh lây truyền qua đường tình dục như chlamydia, giang mai; bệnh lậu, chụp nhũ ảnh (để tầm soát ung thư vú), sàng lọc ung thư đại trực tràng, một test pap (để kiểm tra ung thư cổ tử cung), và sàng lọc loãng xương. Xét nghiệm di truyền cũng có thể được thực hiện để phát hiện những đột biến có thể gây rối loạn di truyền hoặc có liên quan đến một số bệnh về vú hoặc ung thư buồng trứng. Tuy nhiên, những biện pháp này có giá không phải thấp cho một số cá nhân. Chi phí hiệu quả của y học dự phòng vẫn còn là một chủ đề của các cuộc tranh luận.

## Các cấp dự phòng
Chiến lược y học dự phòng thường được mô tả theo các cấp từ thấp lên cao bao gồm dự phòng ban đầu, dự phòng cấp I, dự phòng cấp II, dự phòng cấp III. Những năm 1940, Hugh R. Leavell và E. Gurney Clark đã đặt ra lý thuyết phòng ngừa ban đầu. Họ làm việc tại Trường Y tế công cộng, tương ứng Harvard và Đại học Columbia, và sau đó được mở rộng ra các cấp dự phòng cao hơn. Các điều khoản dự phòng cấp II và cấp III vẫn còn đang được sử dụng đến ngày nay
Có các cấp độ dự phòng khác nhau tương ứng với mỗi giai đoạn trong quá trình phát triển tự nhiên của bệnh:
| Cấp dự phòng                     | Định nghĩa |
| -------------------------------- | --- |
| Dự phòng ban đầu, Dự phòng cấp I | Tác động vào thời kì khỏe mạnh, nhằm làm giảm khả năng xuất hiện của bệnh, hay chính là giảm tỷ lệ mới mắc, muốn đạt được điều đó thì phải tăng cường các yếu tố bảo vệ, loại bỏ các yếu tố nguy cơ. Tăng cường sức khỏe nói chung bằng tập luyện thể dục thể thao, sinh hoạt ăn uống điều độ hợp vệ sinh... Chính là tăng cường các yếu tố bảo về không đặc hiệu, tiêm chủng vaccin phòng bệnh là tạo ra các yếu tố bảo vệ đặc hiệu. Không hút thuốc lá, bỏ hút thuốc là chính là loại bỏ yếu tố nguy cơ của ung thư phổi,của các bệnh tim mạch. |
| Dự phòng cấp II                  | Phát hiện bệnh sớm, khi bệnh mới chỉ có các dấu hiệu sinh học, chưa có biểu hiện lâm sàng, khi phát hiện được bệnh thì tiến hành can thiệp kịp thời sẽ ngăn chặn sự diễn biến tiếp tục của bệnh; tùy theo mỗi bệnh và điều kiện y tế cho phép có thể thực hiện các chương trình phát hiện bệnh khác nhau ở những quần thể khác nhau... sẽ làm giảm tỷ lệ hiện mắc, giảm tỷ lệ tử vong..Ví dụ phát hiện sớm cao huyết áp (một yếu tố nguy cơ của nhiều bệnh tim mạch), dò tìm ung thư                                                              |
| Dự phòng cấp III                 | Là điều trị bệnh hợp lý nhằm ngăn chặn những diễn biến xấu hay biến chứng của bệnh, hồi phục sức khỏe cho người bệnh. Với bệnh truyền nhiễm điều trị triệt để cho người bệnh là loại bỏ nguồn truyền nhiễm quan trọng, bảo vệ sức khỏe cộng đồng. |

Có thể chia dự phòng cấp I thành 2 cấp độ: dự phòng ban đầu và dự phòng cấp 1.
Dự phòng ban đầu chính là tác động vào các yếu tố thuộc về lối sống, kinh tế, văn hóa của quần thể, các yếu tố đó được quy kết là góp phần làm tăng nguy cơ bị bệnh. Ở các nước phương Tây, Dự phòng được chia làm 4 cấp độ là:
1. Chiến lược phòng chống  để tránh sự phát triển của bệnh, xúc tiến các hoạt động lên sức khỏe phần lớn dân số dựa trên biện pháp phòng ngừa chính.
2. Chiến lược phòng chống cố gắng để chẩn đoán và điều trị một căn bệnh tồn tại trong giai đoạn đầu của nó trước khi nó có kết quả  bệnh suất đáng kể.
3. Những phương pháp điều trị nhằm mục đích để giảm thiểu tác động tiêu cực của bệnh được thực hiện bằng cách phục hồi chức năng và giảm các biến chứng liên quan đến bệnh.
4. Các hoạt động y tế nhằm giảm nhẹ hoặc tránh những hậu quả của các can thiệp quá mức hoặc không cần thiết trong hệ thống y tế.

### Dự phòng ban đầu và dự phòng cấp I
Dự phòng ban đầu bao gồm việc tăng cường và bảo vệ sức khỏe. Các hoạt động tăng cường sức khỏe là lựa chọn cuộc sống phi lâm sàng , Ví dụ, ăn uống đầy đủ dinh dưỡng và tập thể dục hàng ngày, giúp ngăn ngừa bệnh tật và tạo ra một cảm giác hạnh phúc nói chung và kéo dài tuổi thọ của chúng ta nói riêng. Các hoạt động y tế - bảo vệ sức khỏe không nhằm mục đích làm mất một bệnh cụ thể mà thay thay vào đó là việc tăng cường sức khỏe và hạnh phúc trên một mức độ nói chung. Mặt khác, bảo vệ sức khỏe nhằm loại bỏ một hay nhiều nhóm bệnh và nâng cao sức khỏe. Ví dụ trong trường hợp của một bệnh lây truyền qua đường tình dục là bệnh giang mai thì việc nâng cao sức khỏe bao gồm việc tránh vi sinh vật bằng cách duy trì vệ sinh cá nhân, nên thường xuyên gặp bác sĩ hoặc những người chuyên về giáo dục giới tính nói chung để có những lời khuyên: nên sử dụng các biện pháp bảo vệ cụ thể để phòng bệnh qua đường tình dục (như bao cao su) và tránh tình dục bừa bãi.
Thực phẩm là nguồn dinh dưỡng quan trọng trong việc chăm sóc sức khỏe để phòng trừ bệnh tật. Năm 2011, một cuộc khảo sát được thực hiện bởi Trung tâm kiểm soát dịch bệnh đã tiến hành điều tra toàn quốc bao gồm các câu hỏi về khả năng chi trả cho lương thực. Kết quả là khó khăn của việc trả tiền cho thực phẩm, thuốc men hoặc cả hai là một vấn đề phải đối mặt ở một trong 3 người Mỹ. Việc lựa chọn thực phẩm có sẳn đảm bảo chất lượng thông qua các ngân hàng thực phẩm, nhà bếp,... dành cho người thu nhập thấp thì vấn đề béo phì và các bệnh mãn tính đi cùng nó sẽ được kiểm soát tốt hơn. Một số "thực phẩm khan hiếm" là do một khu vực có giới hạn để thực phẩm lành mạnh do thiếu các siêu thị trong một khoảng cách hợp lý. Đây thường là những khu dân cư có thu nhập thấp với đa số người dân ít di chuyển. Đã có một vài động tác ở cơ sở trong 20 năm qua để khuyến khích làm vườn đô thị, chẳng hạn như các tổ chức GreenThumb tại thành phố New York. Làm vườn đô thị để tận dụng những lô đất trống để trồng cây lương thực cho một khu dân cư và được trồng bởi các cư dân địa phương. Thị trường thực phẩm tươi là một nguồn tài nguyên cho các cư dân trong một "sa mạc thực phẩm", được trang bị đặc biệt xe buýt mang trái cây tươi giá cả phải chăng và rau đến thấp khu phố. Các chương trình này thường xuyên tổ chức các sự kiện giáo dục cũng như nấu ăn và hướng dẫn dinh dưỡng. Chương trình như thế được giúp đỡ để cung cấp cho sức khỏe, thực phẩm giá cả phải chăng cho những người cần nhất.
Tiến bộ khoa học về di truyền học đã góp phần đáng kể vào sự hiểu biết về các bệnh di truyền và đã tạo điều kiện tiến bộ lớn trong biện pháp bảo vệ cụ thể các cá nhân là người mang gen bệnh hay có khuynh hướng tăng lên đến một bệnh cụ thể. Xét nghiệm di truyền đã cho phép các bác sĩ làm các chẩn đoán nhanh hơn và chính xác hơn và cho phép cho phương pháp điều trị phù hợp hoặc thuốc cá nhân. Tương tự như vậy, các biện pháp bảo vệ cụ thể như lọc nước, xử lý nước thải, và sự tăng cường những thói quen vệ sinh cá nhân (chẳng hạn như rửa tay) đã trở thành chủ đạo để loại bỏ các tác nhân gây bệnh truyền nhiễm như vi khuẩn. Những phát kiến này đã làm giảm tỷ lệ các bệnh truyền nhiễm thường được lan truyền trong điều kiện thiếu vệ sinh.

### Dự phòng cấp II
Dự phòng cấp II với những bệnh tiềm ẩn và những nỗ lực để ngăn chặn bệnh không biểu hiện triệu chứng và những bệnh có biểu hiện triệu chứng. Một số bệnh có thể được phân loại là quan trọng hay chưa quan trọng. Điều này phụ thuộc vào định nghĩa thế nào là một bệnh, tuy nhiên, nói chung, dự phòng ban đầu đề cập đến nguyên nhân gốc rễ của một bệnh hoặc chấn thương trong khi đó dự phòng cấp II tập trung phát hiện và điều trị bệnh sớm. Dự phòng cấp II bao gồm việc "chẩn đoán bệnh sớm và điều trị kịp thời" và ngăn chặn sự lây truyền bệnh tật, và dự phòng biến chứng và tàn tật do bệnh tật.  

### Dự phòng cấp III
Cuối cùng, dự phòng cấp III nhằm giảm các biến chứng bệnh tật bằng cách tập trung vào phục hồi chức năng tâm thần, thể chất và xã hội. Không giống như phòng ngừa thứ cấp, nhằm mục đích phòng ngừa tàn tật, các mục tiêu cấp dự phòng này cải thiện và nâng cao những chức năng cơ thể còn lại. Mục tiêu của công tác dự phòng cấp III bao gồm: Ngăn ngừa biến chứng và tổn thương, ngăn chặn sự tiến triển bệnh tật,  phục hồi sức khoẻ và chức năng.

## Ngành đào tạo
Bác sĩ Y Học dự phòng
Cán bộ Y tế dự phòng